# Asthenes pyrrholeuca
El canastero coludo (Asthenes pyrrholeuca), también denominado canastero de cola larga (en Chile), canastero chico (en Uruguay) o piscuiz coludo, es una especie de ave paseriforme de la familia Furnariidae perteneciente al numeroso género Asthenes. Es nativa del Cono sur en América del Sur.

## Distribución y hábitat
El canastero coludo es una especie sedentaria en el centro y sur de Argentina, además de la frontera este de la Cordillera de los Andes en Chile; algunos especímenes migran hacia el norte hasta la frontera con Paraguay, la frontera sur de Bolivia, el oeste de Uruguay y el extremo suroeste de Brasil durante el invierno austral.
Esta especie es considerada bastante común en su hábitat natural: los matorrales dispersos y los crecimientos arbustivos bajos de la estepa patagónica, principalmente por debajo de los 2000 m de altitud.

## Sistemática

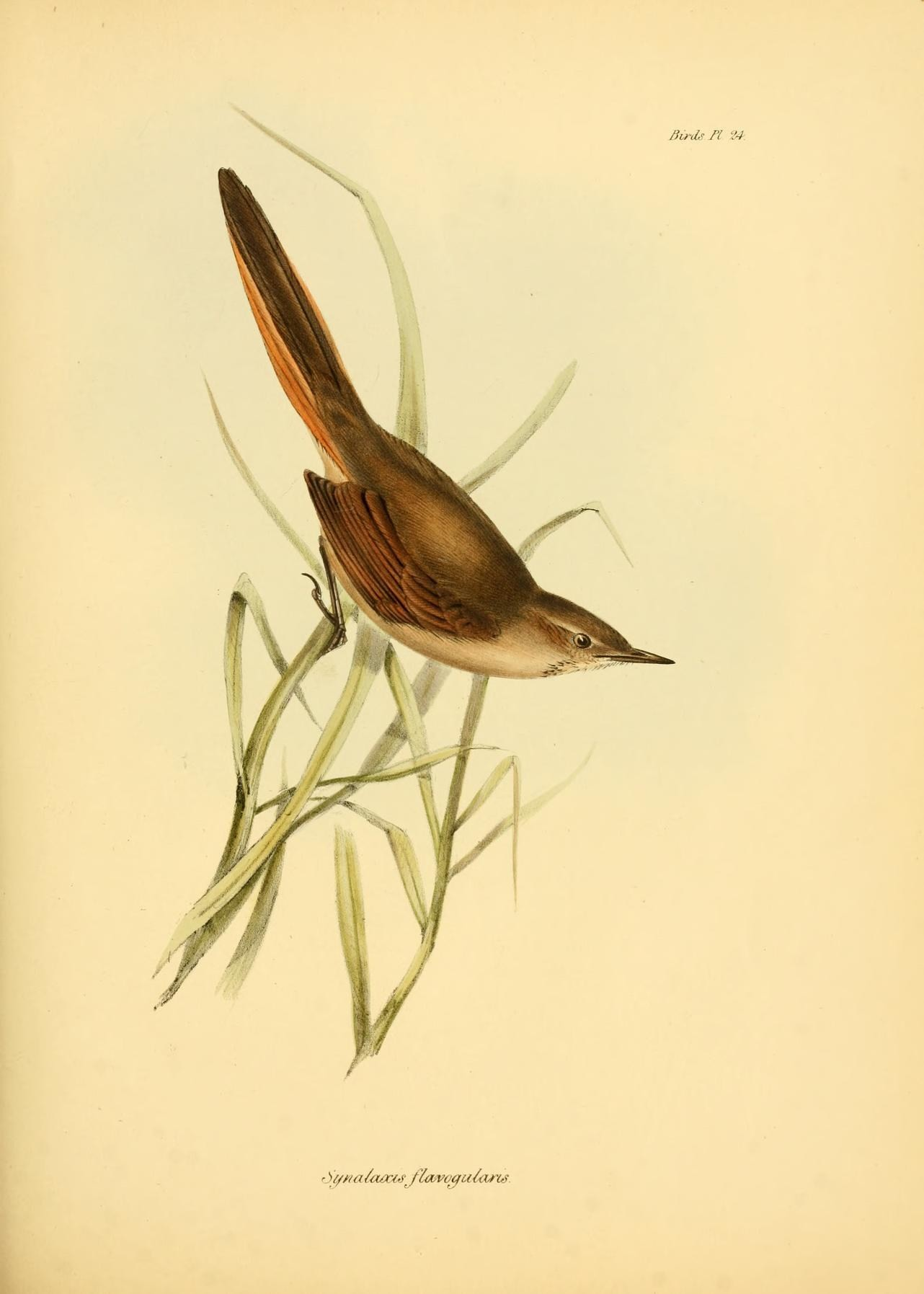
Asthenes pyrrholeuca flavogularis, Ilustración de John Gould en The Zoology of the Voyage of H.M.S. Beagle

### Descripción original
La especie A. pyrrholeuca fue descrita por primera vez por el naturalista francés Louis Pierre Vieillot en 1817 bajo el nombre científico Sylvia pyrrholeuca; la localidad tipo es: «Paraguay».

### Etimología
El nombre genérico femenino «Asthenes» deriva del término griego «ασθενης asthenēs»: insignificante; y el nombre de la especie «pyrrholeuca», se compone de las palabras del griego «πυρρος purrhos»: de color de fuego, rojo, y «λευκος leukos»: blanco.

### Taxonomía
Los datos genético-moleculares muestran que esta espcecie es hermana del endemismo brasileño Asthenes moreirae.

### Subespecies
Según la clasificaciones Aves del Mundo (HBW) y del Congreso Ornitológico Internacional (IOC), que sostienen que las subespecies propuestas argentinas A. pyrrholeuca leptasthenuroides Lillo, 1905 (de la cual A. pyrrholeuca affinis (Berlepsch, 1906) es un sinónimo), descrita desde Tucumán, y A. pyrrholeuca flavogularis, (Gould, 1839) desde Bahía Blanca (Buenos Aires) y Santa Cruz, representan variaciones sazonales del plumaje entre la subespecie sordida y la nominal, respectivamente, se reconocen dos subespecies con su correspondiente distribución geográfica; sin embargo el nombre leptasthenuroides podría merecer mejor investigación.
- Asthenes pyrrholeuca sordida (Lesson, 1839) – centro y sur de Chile (Aconcagua al sur hasta Aisén, también registros visuales en Magallanes) y centro oeste de Argentina (sur de Mendoza, Neuquén, oeste de Río Negro); algunas migran hacia el norte hasta el noroeste de Argentina y sur de Bolivia.
- Asthenes pyrrholeuca pyrrholeuca (Vieillot, 1817) – centro y sur de Argentina (suroeste de Santiago del Estero, noreste de Córdoba, y desde el sur de La Pampa y suroeste de Buenos Aires hacia el sur hasta el sur de Santa Cruz); algunas migran hacia el norte hasta el noreste y este de Argentina, sur de Paraguay oeste de Uruguay y sur de Rio Grande do Sul, Brasil.

La clasificación Clements Checklist v.2019 lista a las subespecies A. pyrrholeuca affinis y A. pyrrholeuca flavogularis.